# Villa Claude-Lorrain
Ne doit pas être confondu avec Rue Claude-Lorrain.
La villa Claude-Lorrain est une voie privée du 16e arrondissement de Paris, en France.

## Situation et accès

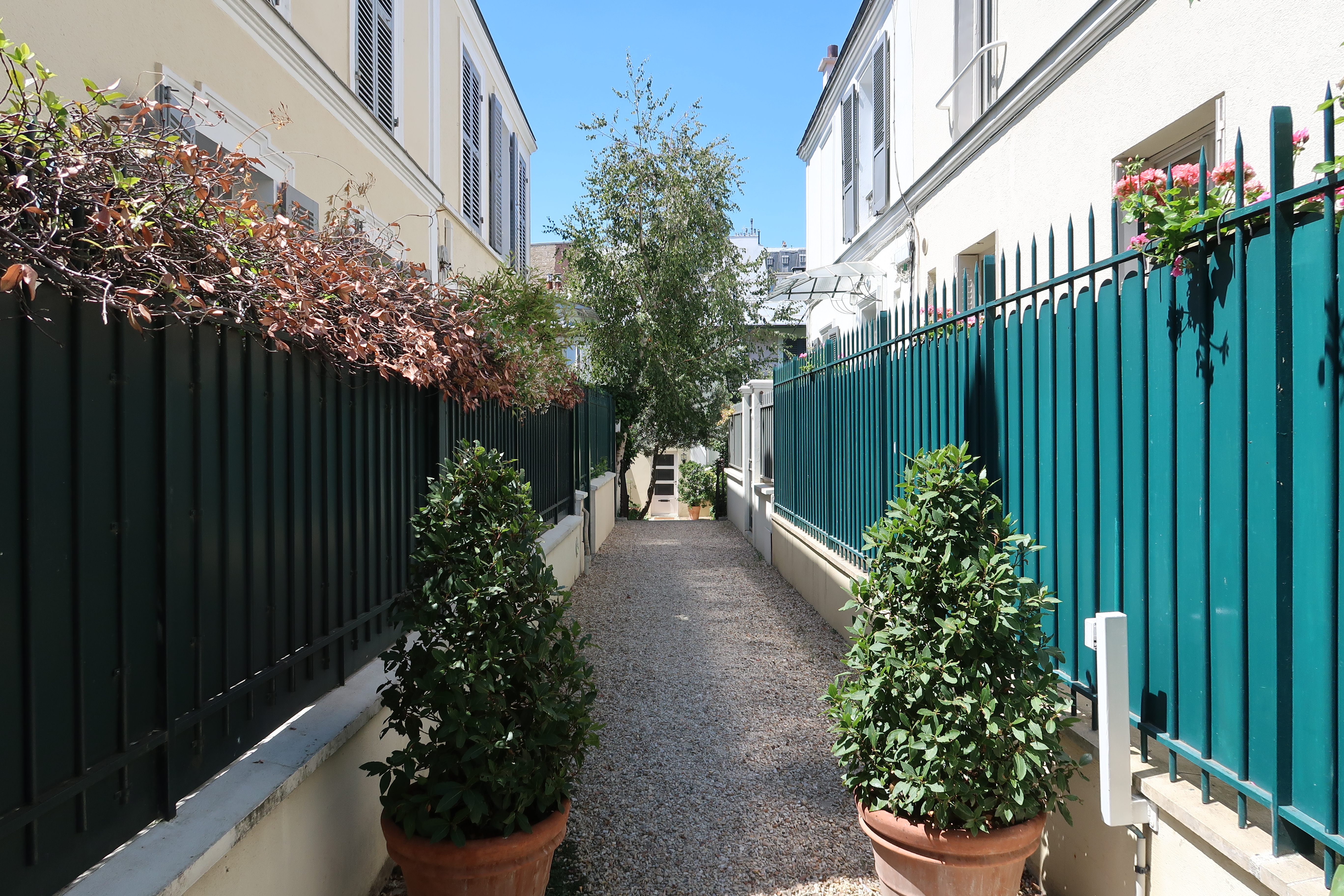
Derrière la grille.

La villa Claude-Lorrain est une voie privée comprise dans la villa Mulhouse, située dans le 16e arrondissement de Paris. Elle débute au 10 bis, avenue de la Frillière et se termine en impasse.

## Origine du nom
Elle est nommée en l'honneur du peintre français Claude Gellée, surnommé Le Lorrain (1600-1682) en raison de sa proximité avec la rue éponyme.

## Historique
La voie est créée et prend sa dénomination actuelle en 1887.

## Bâtiments remarquables et lieux de mémoire
- Villa Mulhouse.